# Leichendorf

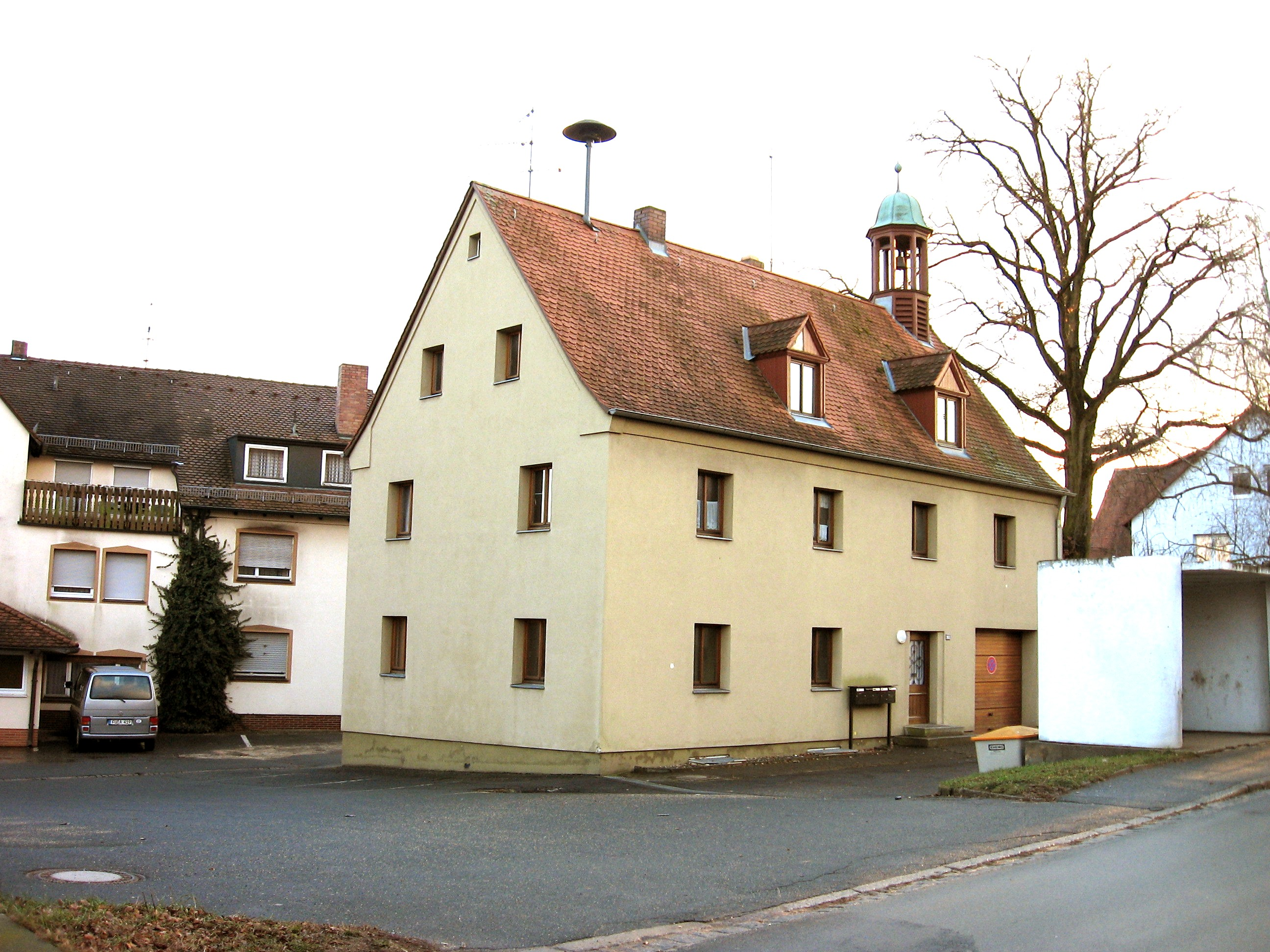
Leichendorf Ortskern

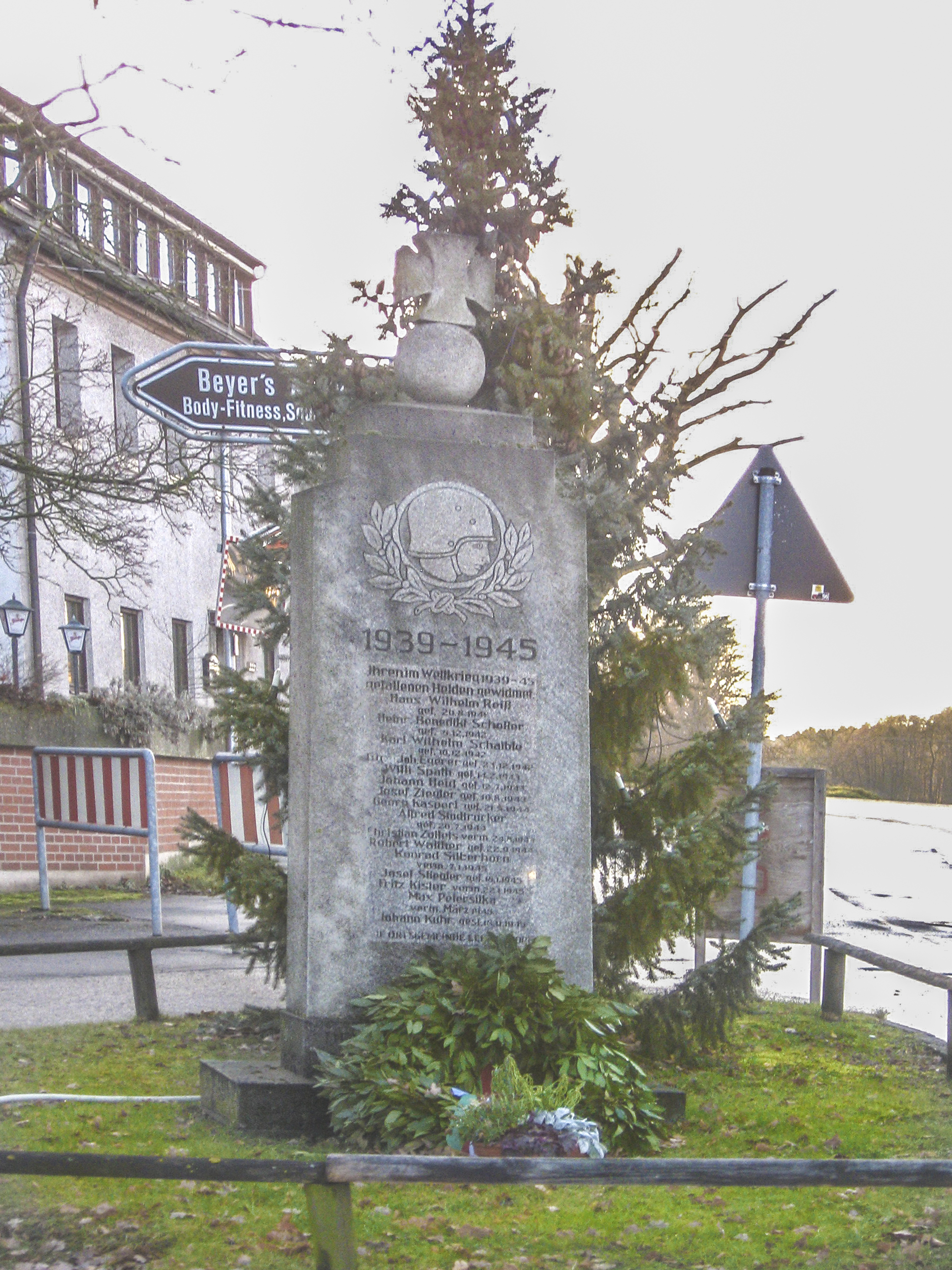
Leichendorf Kriegerdenkmal

Leichendorf (fränkisch: Laicha-doaf) ist ein Gemeindeteil der Stadt Zirndorf im Landkreis Fürth (Mittelfranken, Bayern). Die Gemarkung Leichendorf liegt teils auf dem Gemeindegebiet von Zirndorf, teils auf dem Gemeindegebiet von Oberasbach. Sie hat eine Fläche von 10,932 km² und ist in 3524 Flurstücke aufgeteilt, die eine durchschnittliche Fläche von 3102,02 m² haben. In ihr liegen neben dem namensgebenden Ort die Gemeindeteile Anwanden, Leichendorfermühle, Lind, Rehdorf und Wintersdorf.

## Geographie
Das Dorf liegt im Rangau. Durch den Ort fließt die Bibert. Im Süden grenzt ein Gewerbegebiet und der Playmobil FunPark an. Im Norden schließt sich ein kleines Waldgebiet an. Dort befindet sich auch ein Naturdenkmal.
Die Staatsstraße 2245 verläuft nach Wintersdorf (2,2 km südwestlich) bzw. nach Zirndorf (2 km östlich). Die Kreisstraße FÜ 14 verläuft nach Lind (1,1 km südlich). Die Kreisstraße FÜ 19 verläuft nach Banderbach (1,8 km nordwestlich). Gemeindeverbindungsstraßen führen nach Oberasbach (2 km südöstlich) und nach Bronnamberg (2 km westlich).

## Geschichte
Archäologische Funde um Leichendorf belegen, dass das Gebiet bereits gegen 1000 v. Chr. besiedelt war.
Der Ort wurde 1225 als „Lechendorf“ erstmals urkundlich erwähnt. Das Bestimmungswort des Ortsnamens kann der slawische Personenname Lúchov oder der indogermanische Stamm „leug, lug“ (= schwärzlich, Sumpf) sein. 1293 erfolgte eine weitere urkundliche Erwähnung, als Konrad von Limpurg an Ulrich Haller einen Hof in „Leuchendorf“ verkaufte. Ein weiterer Kaufvertrag datiert aus dem Jahr 1380: verkauft wurde ein Gut in „Lewchendorf“ von Conrad Ehinger an „Ulrich Stromeyr zu der goldenen Rose“, Bürger zu Nürnberg. Von Ulrich Stromeyr sind aus dem gleichen Jahr weitere Urkunden überliefert, eine Lehensangelegenheit und eine Schenkung betreffend. Im bergschen Reichslehenbuch aus dem Jahr 1396 steht: „Ulrich Stromayer mit der Rosen hat empfangen ain fischwazzer zu Leuchendorff“. „Lewchendorff“ galt 1413 als nürnbergischer Ort zum burggräflichen Amt Roßtal gehörend. Kirchlich gehörte Leichendorf 1430 zur Pfarrei Zirndorf. „Leuchendorf“ schloss 1499 einen Vertrag über Schafhaltung ab. Der Ort wurde 1504 als „Leuchendorff, ein Weiler, ist Nurmbergisch, fraisch Zenn“ beschrieben.
Die meisten Dörfer in der unmittelbaren Umgebung der Alten Veste wurden 1632 im Dreißigjährigen Krieg von den Truppen Wallensteins bei deren Rückzug zerstört.
Gegen Ende des 18. Jahrhunderts gab es in Leichendorf zehn Anwesen. Das Hochgericht übte das brandenburg-ansbachische Richteramt Roßtal aus. Die Dorf- und Gemeindeherrschaft hatte das brandenburg-ansbachische Kastenamt Cadolzburg mit dem Landpflegamt Nürnberg gemeinsam inne. Grundherren waren das Kastenamt Cadolzburg (ein Gut, ein Hirtenhaus), das Spitalamt der Reichsstadt Nürnberg (zwei Höfe), der Burkhard-von-Löffelholzische Familienfideikommiss (zwei Höfe, zwei Halbhöfe), der Nürnberger Eigenherr von Oelhafen (eine Mühle), Colmar (ein Halbhof). 1801 gab es im Ort acht Anwesen, von denen einer ansbachisch und sieben nürnbergisch waren.
Von 1797 bis 1808 unterstand der Ort dem Justiz- und Kammeramt Cadolzburg. 1806 kam Leichendorf an das Königreich Bayern. Im Rahmen des Gemeindeedikts wurde 1808 der Steuerdistrikt Leichendorf gebildet. Zu der I. Sektion gehörten Anwanden, Lind, Leichendorfermühle, Rehdorf und Wintersdorf, zu der II. Sektion Banderbach, Bronnamberg und Weiherhof. Im selben Jahr wurde die Ruralgemeinde Leichendorf gegründet, die deckungsgleich mit der I. Sektion des Steuerdistrikts war. Die Gemeinde war in Verwaltung und Gerichtsbarkeit dem Landgericht Cadolzburg zugeordnet und in der Finanzverwaltung dem Rentamt Cadolzburg (1919 in Finanzamt Cadolzburg umbenannt). In der freiwilligen Gerichtsbarkeit unterstanden 2 Anwesen von 1821 bis 1835 dem Patrimonialgericht Steinach. Ab 1862 gehörte Leichendorf zum Bezirksamt Fürth (1939 in Landkreis Fürth umbenannt). Die Gerichtsbarkeit blieb beim Landgericht Cadolzburg (1879 in das Amtsgericht Cadolzburg umgewandelt), seit dem 1. März 1931 wird sie vom Amtsgericht Fürth wahrgenommen. Die Finanzverwaltung wurde am 1. Januar 1929 vom Finanzamt Fürth übernommen. Die Gemeinde hatte 1964 eine Gebietsfläche von 10,879 km².
Die bayerische Landesregierung genehmigte 1896 die Bildung eines eigenen Schulsprengels für die Orte Bronnamberg, Leichendorf und Weinzierlein. Die „Freiwillige Feuerwehr Wintersdorf-Leichendorf“ wurde im Jahr 1884 gegründet. 1902 wurde der Wolfgangshof auf dem Gemeindegebiet errichtet.
Per Gesetz wurde am 23. Juni 1908 der Bayerischen Staatseisenbahnverwaltung die Genehmigung für Bau und Betrieb einer Lokalbahn vom Bahnhof Stein nach Unternbibert-Rügland genehmigt. Im Jahr 1912 begannen die Bauarbeiten für die Biberttalbahn. Sie wurde am 22. Mai 1914 eröffnet und führte bis Dietenhofen. Leichendorf erhielt einen Haltepunkt und profitierte vom wirtschaftlichen Aufschwung.
Die bis dahin selbständige Gemeinde Leichendorf wurde am 31. Dezember 1975 aufgelöst: Rehdorf wurde nach Oberasbach, die übrigen Gemeindeteile wurden nach Zirndorf eingegliedert. Eine Zusammenlegung mit der Gemeinde Weinzierlein wurde von staatlicher Seite abgelehnt. Um einer Eingemeindung vorzubeugen, investierte die Altgemeinde in Infrastrukturmaßnahmen wie Straßen-, Wasserleitungs- und Schulneubau. Die letzten Bürgermeister waren Hans Haspel und Alfred Gronau.
Die Enthüllung des restaurierten Kriegerdenkmals fand am 8. September 1984 statt.
Die stark unfallbelastete Leichendorfer Kreuzung wurde 1989 ausgebaut und mit einer Verkehrsampelanlage ausgestattet. Baubeginn der so genannten Westspange, einer Umgehungsstraße östlich von Leichendorf, war im Jahr 2006, die Straße wurde am 21. November 2007 eröffnet.

### Baudenkmäler
In Leichendorf gibt es drei Baudenkmäler:
- Ortsstraße 5: ehemaliger Dreiseithof
- Ortsstraße 8: Wohnstallhaus
- Schwabacher Straße 150: Scheune

ehemaliges Baudenkmal
- Haus Nr. 9 und 10: zwei einfache aus Sandsteinquadern errichtete erdgeschossige Wohnstallhäuser, noch 18. Jahrhundert; Giebel von Nr. 9 in der oberen Hälfte, von Nr. 10 ganz aus verputztem Fachwerk[16]

### Bodendenkmäler
In Leichendorf gibt es vier Bodendenkmäler:

### Einwohnerentwicklung
Gemeinde Leichendorf
| Jahr      | 1818   | 1840   | 1852   | 1855   | 1861   | 1867   | 1871   | 1875   | 1880   | 1885   | 1890   | 1895   | 1900   | 1905   | 1910   | 1919   | 1925   | 1933   | 1939   | 1946   | 1950   | 1952   | 1961   | 1970   |
| Einwohner | 333    | 397    | 431    | 425    | 417    | 423    | 434    | 416    | 466    | 436    | 432    | 438    | 504    | 501    | 499    | 493    | 527    | 627    | 704    | 1117   | 1194   | 1235   | 1523   | 1713   |
| Häuser    | 56     | 60     |        |        |        |        | 73     |        |        | 83     | 81     |        | 85     |        |        |        | 94     |        |        |        | 133    |        | 241    |        |
| Quelle    | [ 18 ] | [ 19 ] | [ 20 ] | [ 20 ] | [ 21 ] | [ 22 ] | [ 23 ] | [ 24 ] | [ 25 ] | [ 26 ] | [ 27 ] | [ 20 ] | [ 28 ] | [ 20 ] | [ 29 ] | [ 20 ] | [ 30 ] | [ 20 ] | [ 20 ] | [ 20 ] | [ 31 ] | [ 20 ] | [ 12 ] | [ 32 ] |

Ort Leichendorf
| Jahr      | 001818 | 001840 | 001861 | 001871 | 001885 | 001900 | 001925 | 001950 | 001961 | 001970 | 001987 | 002007 | 002022 |
| Einwohner | *90    | *102   | *106   | 96     | 91     | 115    | 113    | 234    | 291    | 259    | 206    | 390    | 379    |
| Häuser    | *15    | *14    |        |        | 20     | 20     | 17     | 29     | 45     |        | 50     |        |        |
| Quelle    | [ 18 ] | [ 19 ] | [ 21 ] | [ 23 ] | [ 26 ] | [ 28 ] | [ 30 ] | [ 31 ] | [ 12 ] | [ 32 ] | [ 33 ] |        | [ 1 ]  |

## Religion
Der Ort ist seit der Reformation evangelisch-lutherisch geprägt und bis heute nach St. Rochus (Zirndorf) gepfarrt. Die Einwohner römisch-katholischer Konfession sind nach St. Josef (Zirndorf) gepfarrt. Des Weiteren gibt es im Ort eine Neuapostolische Kirche.

## Verkehr
Von 1914 bis zur Stilllegung im September 1986 war Leichendorf auch unmittelbar an die Bibertbahn mit einem eigenen Haltepunkt angeschlossen. Bis 1993 fand noch Güterverkehr nach Leichendorf statt, hauptsächlich für die US-Army in den nahen Zirndorfer Pinder Barracks und im Herbst zur Rübenverladung, dann wurde auch dieser Restbetrieb eingestellt. Seitdem sind alle geplanten Reaktivierungsversuche der Bibertbahn von Nürnberg-Stein bis Leichendorf – dieser Teil der Bahntrasse existiert noch weitestgehend unverändert, jedoch betriebsuntauglich – gescheitert (Stand 2011).